# Лейк (округ, Флорида)
Шаблон:StateAbbr_ 28°46′ пн. ш. 81°43′ зх. д. / 28.77° пн. ш. 81.72° зх. д.
Лейк(англ. Lake County) — округ (графство) у штаті Флорида, США. Площа 3 000 км².
Населення 297 052 тисячі осіб (2010 рік). Центр округу місто Таварес.
Округ виділений 1887 року з округів Орандж і Самтер.
Округ входить до агломерації Орландо.

## Географія
За даними Бюро перепису населення США, загальна площа округу становить 1 157 квадратних миль (3 000 км²), з них 938 квадратних миль (2 430 км²) — суша, а 219 квадратних миль (570 км²) (18,9 %) — вода.

## Суміжні округи
- Волусія, Флорида — північний схід
- Орандж, Флорида — схід
- Семінол, Флорида — схід
- Осіола, Флорида — південний схід
- Полк, Флорида — південь
- Самтер, Флорида — захід
- Меріон, Флорида — північний захід